# Philopota lugubris
Philopota lugubris är en tvåvingeart som beskrevs av Samuel Wendell Williston  1901. Philopota lugubris ingår i släktet Philopota och familjen kulflugor. Inga underarter finns listade i Catalogue of Life.